# Farkaspatak (Bihar megye)
Farkaspatak (románul Lupoaia) falu Romániában, Bihar megyében.

## Fekvése
Bihar megyében, Magyarcsékétől délnyugatra, a Király-erdő nyúlványai alatt, a Hodisel patak mellett, Jancsófalva, Pusztahollód és Kisdombó között fekvő település.

## Története
Farkaspatak a nagyváradi 1. számú káptalan birtokaihoz tartozott, és birtokában volt még a 20. század elején is. 
Az 1900-as évek elején 447 lakosa volt, lakosai görögkeleti vallású oláhok voltak. A településen ekkor 95 ház állt.
A 20. század elején a település a magyar-csékei járás egyik körjegyzősége volt. 
A trianoni békeszerződés előtt Bihar vármegye Magyarcsékei járásához tartozott.

## Nevezetességek
- Görögkeleti temploma 1700-ban épült.